# 富流感

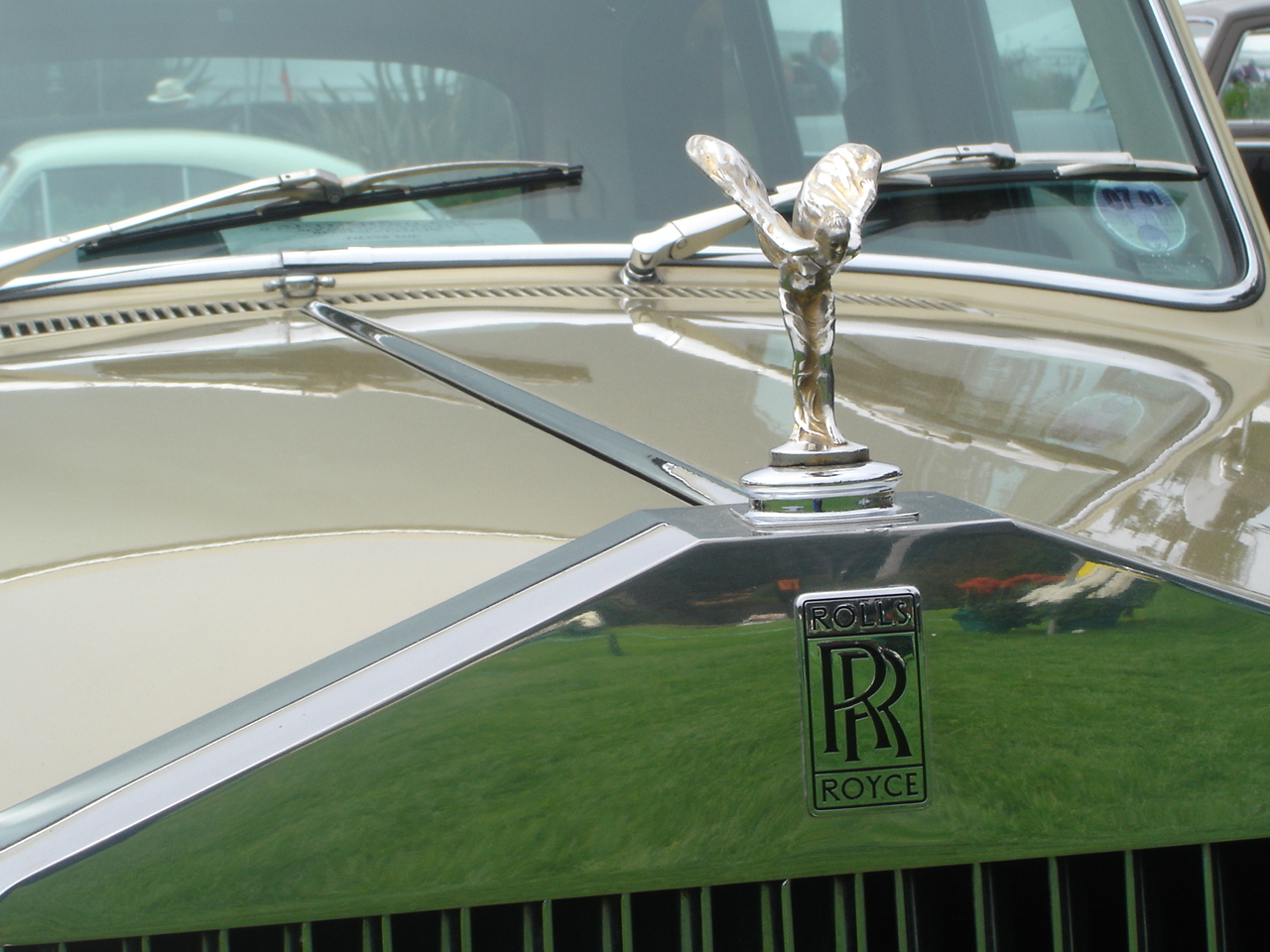
「富流感」是現代富裕社會的一個現象。

富流感（英語：affluenza，来自富裕和流行性感冒“influenza”，又译富裕流感、富裕病、富贵病）是用於批評消費主義的術語。一本名為《富流感》的書將它定義為「痛苦的，傳染性強的，超負荷的社會傳播，債務，焦慮及頑強追求下所產生的廢物。」所謂富裕流感也用於形容有金融特權的人，無法理解行動的後果，特別是關於伊桑·庫奇的個案。

## 理論
英國心理學家奧利弗·詹姆斯指出，富裕流感的日益增加和因此帶來的物質不平等之間的關係：越是不平等的社會裡，公民有更大的不滿。參考萬斯·帕卡德的論文，「隱藏的說服」，是用於廣告行業的操控方式，詹姆斯聲稱人工需求刺激富裕流感的上升。為了突出富裕流感在社會中具有不同級別的不平等傳播，詹姆斯採訪了住在幾個城市的人：包括悉尼，新加坡，奧克蘭，莫斯科，上海，哥本哈根和紐約。
詹姆斯也認為，在消費主義的國家裏，精神障礙的比率較高，這是對財富過份追求的後果。詹姆斯從多個數據源中創建一個圖表，其中輸入「任何流行的情緒困擾」和「收入差距」的數據，企圖表明以英語為母語的國家有近兩倍的情緒困擾，相對於歐洲大陸和日本：百分比是21.6％對11.5％。詹姆斯將富裕流感定義為「把金錢，財富，外表及名氣給與很高的評價」，這更成為英語社會中，越來越多精神疾病的基本原因。他解釋富裕流感的發生率較高是「自私的資本主義」的效果 - 即自由市場主義的英語國家，與較少「自私的資本主義」的歐洲大陸相比的結果。詹姆斯聲稱，社會可以去除消費所帶來的負面效應，在感知慾望的層面上追求真實的需要，透過將自己定義為具有獨立的價值觀的人。

## 在澳洲
克萊夫·漢密爾頓和理查德丹尼斯所著的一本書，名為《富裕流感：擁有太多仍是遠遠不夠》，提出一個問題：「如果經濟表現一直這麼好，為什麼我們不會更快樂？」（第vii頁）。他們認為，富裕病會導致過度消費，「豪華熱」，消費者債務，勞累過度，浪費，和對環境的危害。這些壓力導致「心理障礙，異化和痛苦」（第179頁），令到人們「以改變情緒的藥物自我治療和過量飲酒」（第180頁）。
作者指出，許多澳洲人都以「放慢生活節奏」對應 - 他們決定「減少收入及將家人，朋友和知己放在金錢以上，重新確定自己的人生目標。」人們的批判，導致這些澳洲人有需要找出一個「另類政治哲學」，而這本書總的來說就是「對健康的政治宣言」。

## 作為法律辯護
德州一名家境富裕的十六歲少年，因酒後駕駛撞死了四名路人，僅被判緩刑十年，不用坐牢，令受害者家屬感到很不公平，外界議論紛紛。檢察官原本要求法官判肇事少年伊桑·庫奇二十年有期徒刑，但庫奇的辯護律師請來心理專家在庭上作證，指出這都是其父母把他害成這樣：他從小就想要甚麼就有甚麼，罹患了所謂的「富流感」。
這件案發生在2013年6月，庫奇跟友人在飲酒後開車狂飆，結果撞死了四名路人，庫奇的一名同伴傷重癱瘓，另一名同伴的腦部嚴重受損。庫奇被攔下來作酒精測試，測出體內酒精濃度超標三倍，讀數為.24。
辯方律師表示庫奇必須接受感化，而不是坐牢。他所請來的心理專家，建議把庫奇送到加州一所每年收費高達五十萬美元的療養院接受治療，費用由他的父親承擔，期間不得和父母聯繫。結果獲得法官批准，判他緩刑十年。受害者家屬認為判刑太輕，對此感到憤憤不平。

## 商標
單詞“AFFLUENZA”的註册商標，是由B.I.M. Imaging所擁有。

## 外部連結
- PBS Show: Affluenza （页面存档备份，存于）
- Macquarie Dictionary Word of the Year Winners: AffluenzaArchive.today的存檔，存档日期2012-12-30
- Oliver James website
- The Affluenza Project（页面存档备份，存于）
- Affluenza issues in the USA （页面存档备份，存于）
- Overindulgence Research
- Affluenza video （页面存档备份，存于）
- 收藏的电视短片"The Open Mind - Affluenza (1984)"[更多内容]